# Leptosphaeria cookei
Leptosphaeria cookei är en svampart som beskrevs av Pirotta 1879. Leptosphaeria cookei ingår i släktet Leptosphaeria och familjen Leptosphaeriaceae.   Inga underarter finns listade i Catalogue of Life.